# Mark Birighitti
Mark Romano Birighitti (Perth, Australia, 17 de abril de 1991) es un futbolista italoaustraliano. Juega como guardameta en el Dundee United de la Scottish Championship.
Tiene la ciudadanía italiana debido a sus orígenes familiares.

## Selección nacional
Ha sido internacional con la selección de fútbol de Australia en un partido internacional.

### Participaciones en Copas del Mundo
| Mundial                               | Sede     | Resultado      | Partidos | Goles |
| ------------------------------------- | -------- | -------------- | -------- | ----- |
| Copa Mundial de Fútbol Sub-20 de 2011 | Colombia | Fase de grupos | 3        | 0     |

### Participaciones en Campeonatos de la AFC
| Copa                             | Sede  | Resultado  |
| -------------------------------- | ----- | ---------- |
| Campeonato sub-19 de la AFC 2010 | China | Subcampeón |

## Clubes
| Club                      | País         | Año           |
| ------------------------- | ------------ | ------------- |
| AIS                       | Australia    | 2008          |
| Adelaide United           | Australia    | 2008-2012     |
| Newcastle Jets            | Australia    | 2012-2016     |
| A. S. Varese (cedido)     | Italia       | 2015          |
| Swansea City A. F. C.     | Gales        | 2016-2017     |
| NAC Breda                 | Países Bajos | 2017-2018     |
| Melbourne City            | Australia    | 2018-2019     |
| Central Coast Mariners    | Australia    | 2019-2022     |
| Dundee United F. C.       | Escocia      | 2022-presente |
| Kilmarnock F. C. (cedido) | Escocia      | 2024          |

## Palmarés

### Copas internacionales
| Título                      | Selección        | Sede    | Año  |
| --------------------------- | ---------------- | ------- | ---- |
| Campeonato Sub-19 de la AFF | Australia sub-19 | Vietnam | 2010 |

### Distinciones individuales
| Distinción                                                   | Año  |
| ------------------------------------------------------------ | ---- |
| Parte del equipo de la temporada de la A-League según la PFA | 2016 |